# André Ayew
André Morgan Rami Ayew, född 17 december 1989, är en franskfödd ghanansk fotbollsspelare (yttermittfältare) som spelar för Le Havre och Ghanas landslag.
Ayew är son till Abedi Pele som vann utmärkelsen som Afrikas bästa fotbollsspelare 1991, 1992 och 1993. Hans två bröder Jordan Ayew och Ibrahim Ayew är också professionella fotbollsspelare och även Jordan har spelat i Marseille, men spelar nu i engelska Crystal Palace, Ibrahim spelar nu i gibraltiska Europa FC.

## Klubbkarriär
Ayew inledde sin fotbollskarriär i den ghananska klubben Nania FC men flyttade till Frankrike för spel i Marseilles ungdomslag 2005. Han skrev sitt första proffskontrakt med klubben i maj 2007 och blev då uppflyttad till klubbens A-lag. Ayew spelade sin första professionella match för Marseille den 15 augusti 2007 och spelade totalt 9 ligamatcher för klubben under säsongen. Under de nästkommande två säsongerna var han sedan utlånad till Lorient och Arles-Avignon. Den 8 augusti avslöjade en av David Sullivans söner på twitter att spelaren skrivit på för West Ham för en klubbrekordsumma på 20,5 miljoner pund
Andre Ayew återvände till Swansea City den 31 januari 2018, Ayew genomförde en deadline day återkomst till sin gamla klubb Swansea City för en rapporterad summa på £18 miljoner som kan stiga till £20 miljoner med add-ons.
I juli 2021 värvades Ayew av qatariska Al Sadd. Den 2 februari 2023 skrev han på ett kontrakt över resten av säsongen med Nottingham Forest. Den 11 november 2023 blev Ayew klar för Le Havre.

## Landslagskarriär
Eftersom Ayew har en fransk mor och en ghanansk far kunde han välja mellan att representera Frankrike eller Ghana i landslagssammanhang. Till en början tackade han nej till erbjudandet att representera det franska U21-landslaget men berättade i media att han var villig att ompröva sitt beslut om han inte blev uttagen till Ghanas landslag. Han spelade senare en match för Frankrikes U18-landslag innan han blev uttagen till Ghanas landslag. Han debuterade för Ghana i augusti 2007. Ayew var med och vann guld med Ghana i U20-VM 2009. Han har deltagit i två Afrikanska mästerskap (2008 och 2010) samt i VM 2010.